# Anisotome capillifolia
Anisotome capillifolia là một loài thực vật có hoa trong họ Hoa tán. Loài này được (Cheeseman) Cockayne ex Cheeseman mô tả khoa học đầu tiên năm 1925.